# Ińskie Lato Filmowe
Ińskie Lato Filmowe, ILF – festiwal filmowy odbywający się od 1973 co roku w sierpniu w ińskim kinie Morena, w sali Zespołu Szkół w Ińsku im. Krzysztofa Kamila Baczyńskiego i w innych przestrzeniach Ińska.

## Historia
Pierwsze Ińskie Lato Filmowe odbyło się w połowie sierpnia 1973. Inicjatorami byli: Bohdan Kowalski, Doland Paszkiewicz i Kazimierz Dec. Od 31. edycji, tzn. od 2004 do 2010 roku festiwal organizowany był przy szczególnym udziale Internetowego Serwisu Filmowego Stopklatka.pl. Od tego czasu dyrektorem artystycznym Ińskiego Lata Filmowego jest Przemysław Lewandowski. W grudniu 2004 roku powstało Stowarzyszenie Ińskie Lato Filmowe, które od 2005 roku jest głównym organizatorem festiwalu.

## Program
Stałe miejsce w programie Ińskiego Lata Filmowego od lat zajmują pokazy najnowszych filmów polskich połączone ze spotkaniami z twórcami. Gośćmi Ińskiego Lata byli m.in. Agnieszka Holland, Jerzy Kawalerowicz, Piotr Szulkin, Jan Jakub Kolski, Jan Kidawa-Błoński, Grzegorz Królikiewicz, Robert Gliński, Maciej Drygas, Jerzy Hoffman i Krzysztof Zanussi.
W trakcie festiwalu odbywają się pokazy dla dzieci, pokazy plenerowe i projekcje kina polskiego oraz zagranicznego. W 2022 miała miejsce 49 edycja Ińskiego Lata Filmowego.